# Gouverneurswahl in der Region Chabarowsk 2018

Ergebnis für Sergei Furgal (gelb) und Wjatscheslaw Schport (blau) im ersten Wahlgang (links) und im zweiten Wahlgang (rechts) nach Stimmbezirken

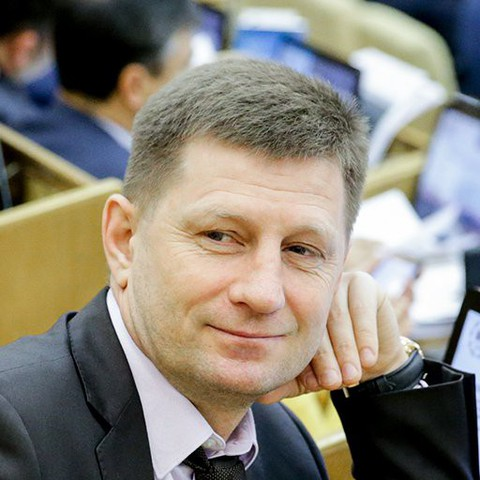
Wahlsieger Sergei Furgal

Die Gouverneurswahl in der Region Chabarowsk 2018 war die zweite Wahl des Gouverneurs der Region Chabarowsk, einem russischen Föderationssubjekt im Föderationskreis Ferner Osten, nach der Wiedereinführung der Direktwahl bei der Gouverneurswahl in der Region Chabarowsk 2013. Der erste Wahlgang fand am 9. September 2018 statt, am 23. September 2018 folgte der zweite Wahlgang. Zusammen mit weiteren Gouverneurswahlen in anderen Föderationssubjekten am gleichen Wahltag bekam die Gouverneurswahl in der Region Chabarowsk größere Aufmerksamkeit, da sich ein Oppositionskandidat gegen Einiges Russland, der langjährigen Regierungspartei Russlands, durchsetzte.

## Ausgangslage
Bereits bei der Gouverneurswahl in der Region Chabarowsk 2013 traten Wjatscheslaw Schport und Sergei Furgal gegeneinander an. Damals erreichte Sergei Furgal lediglich 19,14 % und Wjatscheslaw Schport wurde mit 63,92 % zum Gouverneur gewählt. Dieses Amt bekleidete er bis zur Gouverneurswahl 2018.
Überschattet wurde die Wahl durch eine von Präsident Wladimir Putin geplante Rentenreform, die das Renteneintrittsalter der Bürger erhöht und somit von der Mehrheit der Bevölkerung abgelehnt wird. Das führte zu einer Unzufriedenheit der Bürger gegenüber Einiges Russland, welche seit Jahren die "Partei der Macht" ist.

## Wahlsystem
Alle wahlberechtigten Bürger haben eine Stimme, die sie einem der registrierten Kandidaten geben können. Ein Kandidat ist gewählt, wenn er mehr als 50 % der abgegebenen Stimmen, also eine absolute Mehrheit, erhält. Sollte kein Kandidat diese Stimmenanzahl erreichen, wird ein zweiter Wahlgang angesetzt, an dem die beiden Kandidaten mit den meisten Stimmen aus dem ersten Wahlgang teilnehmen. Im zweiten Wahlgang muss ein Kandidat nur die relative Mehrheit erhalten, um die Wahl zu gewinnen. Dieser Fall kann eintreten, da auch leere Stimmzettel Anteile des Gesamtergebnisses einnehmen, sodass beide Kandidaten unter 50 % der Stimmen erhalten und zum Beispiel 2 % leere Stimmzettel sind. Im ersten Wahlgang nehmen die leeren Stimmzettel auch Teile des Gesamtergebnisses ein, dort ist eine absolute Mehrheit unter Berücksichtigung der leeren Stimmzettel nötig.

## Kandidaten
| Kandidat              | Partei                                          | Registrierung |
| --------------------- | ----------------------------------------------- | ------------- |
| Igor Gluchow          | Gerechtes Russland                              | registriert   |
| Andrej Petrow         | Russische Ökologische Partei „Die Grünen“       | registriert   |
| Anastassija Salamacha | Kommunistische Partei der Russischen Föderation | registriert   |
| Sergei Furgal         | Liberal-Demokratische Partei Russlands          | registriert   |
| Wjatscheslaw Schport  | Einiges Russland                                | registriert   |

## Ergebnis
| Position              | Kandidat              | Partei                                          | Erster Wahlgang | Erster Wahlgang | Zweiter Wahlgang | Zweiter Wahlgang |
| Position              | Kandidat              | Partei                                          | Stimmen         | Anteil          | Stimmen          | Anteil           |
| --------------------- | --------------------- | ----------------------------------------------- | --------------- | --------------- | ---------------- | ---------------- |
| 1.                    | Sergei Furgal         | Liberal-Demokratische Partei Russlands          | 126.693         | 35,81 %         | 325.566          | 69,57 %          |
| 2.                    | Wjatscheslaw Schport  | Einiges Russland                                | 126.018         | 35,62 %         | 130.873          | 27,97 %          |
| 3.                    | Anastassija Salamacha | Kommunistische Partei der Russischen Föderation | 55.695          | 15,74 %         |                  |                  |
| 4.                    | Igor Gluchow          | Gerechtes Russland                              | 19.426          | 5,49 %          |                  |                  |
| 5.                    | Andrej Petrow         | Russische Ökologische Partei „Die Grünen“       | 13.487          | 3,81 %          |                  |                  |
| gültige Stimmzettel   | gültige Stimmzettel   | gültige Stimmzettel                             | 341.319         | 96,49 %         | 456.439          | 97,54 %          |
| ungültige Stimmzettel | ungültige Stimmzettel | ungültige Stimmzettel                           | 12.429          | 3,51 %          | 11.530           | 2,46 %           |
| Stimmen               | Stimmen               | Stimmen                                         | 353.748         | 100 %           | 467.969          | 100 %            |

Zum ersten Wahlgang gab es 981.032 registrierte Wahlberechtigte. 353.748 Personen gaben ihre Stimme ab, wodurch eine Wahlbeteiligung von 36,09 % zustande kommt. Von den 986.341 zum zweiten Wahlgang registrierten Wahlberechtigten gingen 467.969 Personen zur Wahl, wodurch eine Wahlbeteiligung von 47,44 % zustande kommt.